# Le Bugue
Le Bugue è un comune francese di 2 635 abitanti situato nel dipartimento della Dordogna, nella regione della Nuova Aquitania.

## Società

### Evoluzione demografica
Abitanti censiti